# Csávás László
Csávás László (Budapest, 1934. szeptember 19. –) magyar síelő, síugró, edző. Unokahúga: Csávás Andrea magyar bajnok, kilencvennyolcszoros válogatott kosárlabdázó.
Testvérével, Csávás Istvánnal a magyar bajnokságokon tizenhét aranyérmet szereztek.

## Életút
Sok csillag-völgyi gyerekhez hasonlóan a szabadsághegy lejtői őt is rabul ejtették. Hozzá hasonlóan jeleskedtek mások is a csillagvölgyi gyerekek közül. Fivére Csávás István valamint Szilágyi Gyula  többszörös magyar bajnok. Utóbbi edzője szintén helyi, Binder József - a MOM SC lelke - volt. . A sor folytatható Komlóhegyi János sífutóval és nővérével, Petrók Tamással, aki szintén ugró volt; vagy az ötvenhatban emigrált Komlós Ferenccel.
Csávás László nevelő egyesülete az 'Előre' volt. A Budapesti Honvédban, majd az Újpesti Dózsában teljesedett ki pályafutása. Edzői: Kővári Károly, Hemrich Ferenc, Csiszát István voltak. 
Négy-sáncversenyen ő érte el a legjobb összesített eredményt, 1962-ben a 29. helyen végzett. Egyéni távolsági rekordja: 99,5 méter, Kulm (1965). 1964-ben Innsbruckban olimpikon, középsáncon a 49., nagysáncon az 52. helyen végzett, a világkupán a legjobb helyezése 25. volt, 1963-ban Partenkirchen-ben. Edzőként tevékenykedett az Újpesti Dózsánál és a válogatott keretnél is.
1954-től a MOM dolgozója, több mint három évtizeden át. A világhírű gyár maximálisan támogatta pályafutását, annak ellenére, hogy nem a cég szakosztályát erősítette.

## Magyar bajnoki címei
- Síugrás
  - Középsánc. Egyéni: 1958; 1960; 1963; 1965; Csapat: 1958; 1962; 1964
  - Részletesen →  Síugrás. Magyar fejezet
- Északi Összetett
  - Egyéni: 1957; 1958; 1959; Csapat: 1964;
- Részletesen →  Síugrás. Magyar fejezet; Síugró magyar bajnokok listája